# Pernille Beckmann
Pernille Beckmann (født 19. oktober 1973) er en dansk politiker. Hun har været borgmester i Greve Kommune for Venstre siden 2014, hvor hun afløste den konservative Hans Barlach. Hun havde siddet en enkelt periode, da hun i 2013 blev borgmester.
Ved kommunalvalget 2017 fik Beckmann 3.740 personlige stemmer, det højeste antal i kommunen, og dermed kunne hun genindtage borgmesterposten for Venstre i en konstituering med støtte fra Dansk Folkeparti og Liberal Alliance.
Efter kommunalvalget 2021 fortsatte hun som borgmester med støtte fra Dansk Folkeparti og Liberal Alliance. Liselott Blixt (DF) forblev 1. viceborgmester.
Hun har siden 1. april 2017 siddet i bestyrelsen for Movia.

## Uddannelse
I sit civile liv har Pernille Beckmann en merkonom i ledelse og samarbejde, samt en uddannelse i grundlæggende ledelse fra NEXT Uddannelse (tidl. Ishøj Handelsskole). Derudover er hun uddannet social- og sundhedshjælper og social- og sundhedsassistent. Hun har været ansat som leder på ældreområdet, både i det private og offentlige.